# Faramea axilliflora
Faramea axilliflora är en måreväxtart som beskrevs av Dc.. Faramea axilliflora ingår i släktet Faramea och familjen måreväxter. Inga underarter finns listade i Catalogue of Life.